# Pierre Vigny
Pierre Vigny (* 1869) war ein Schweizer Kampfkunst-Meister.

## Leben

Pierre Vigny (zeitgenössische Abbildung)

Pierre Vigny war auf Savate spezialisiert und erweiterte seinen eigenen Stil. Zudem definierte er seinen Stil des La Canne, des Kampfes mit dem Stock und der Selbstverteidigung.
1886 trat Vigny dem 2. Französischen Artillerie-Regiment in Grenoble bei. Er verließ die Armee 1898, begründete eine Waffen- und Selbstverteidigungsschule in Genf und zog dann nach London, wo er zum Cheftrainer des Bartitsu Clubs von Edward William Barton-Wright wurde.
1903 eröffnete er seine eigene Akademie der Selbstverteidigung in London, in der #18 Berner Street. Zu dieser Zeit heiratete er die junge Miss Sanderson, die seine Assistenz-Trainerin wurde. Er wurde zudem Nahkampf-Instructor in der Garnison Aldershot.
1912 kehrte Vigny nach Genf zurück und etablierte dort eine weitere Kampfkunst-Schule.

## Stockkampf nach Vigny
Vigny ist heute am ehesten als Begründer seines einzigartigen Stils des Stockkampfes bekannt, der die Benutzung von Spazierstöcken und Regenschirmen zur Selbstverteidigung systematisierte und neu definierte.
Sein Gönner E.W. Barton-Wright übernahm zahlreiche dieser Erkenntnisse in seine Artikelserie Self Defence with a Walking Stick, publiziert in Pearson’s Magazine 1902. Essay on Pierre Vigny's stick fighting method".
1923 veröffentlichte Superintendent H.G. Lang, Officer der Indischen Polizei, das Buch "The Walking Stick Method of Self Defence", das stark von Vignys System beeinflusst war. In den 1940er Jahren wurde Langs Buch Basis des Selbstverteidigungstrainings von zahlreichen Juden, die in Palästina siedelten. Da Palästina bis 1948 unter britischem Mandat stand und das Tragen einer Schusswaffe im schlimmsten Fall mit dem Tode bestraft wurde, bot der Spazierstock nach Vigny den Juden eine wirkliche Alternative, auch gegen arabische Übergriffe gewappnet zu sein.